# Oborovo
Oborovo falu Horvátországban Zágráb megyében. Közigazgatásilag Rugvicához tartozik.

## Fekvése
Zágráb központjától 26 km-re, községközpontjától 7 km-re délkeletre, a Száva bal partján fekszik.

## Története
A települést 1231-ben említik először, nevét egykori Obora nevű birtokosáról kapta. Újabb említése 1350-ben történt, amikor plébániáját a pálosok vették át. A plébániához egykor a mainál jóval nagyobb terület, így a Száván túl is több település, a mai bukevjei és veleševeci plébániák területe tartozott. A falunak több birtokosa is volt, melyek közül a legjelentősebb az Erdődy család, akik a 16. századtól a 19. századig birtokolták. Iskoláját a 19. században alapították, ma azonban már nem működik.
1857-ben 1060, 1910-ben 1182 lakosa volt. Trianon előtt Zágráb vármegye Dugo Seloi járásához tartozott. Később Dugo Selo község része volt.
1936-ban itt létesítették nemcsak Horvátország, hanem az egész akkori Jugoszlávia első állatorvosi rendelőjét. 1944. március 29-én a falu mellett zajlott az ún. oborovoi csata, a partizánok és a németek által is támogatott horvát usztasa erők között, melyben mintegy 150 partizán esett el. 1993-ban az újonnan alakított Rugvica községhez csatolták. A falunak 2001-ben 722 lakosa volt. A falunak önkéntes tűzoltóegylete, művészeti csoportja, labdarúgó klubja és vadásztársága is van. A nehézsorsú gyermekeket segítő katitász központ is működik itt.

## Lakosság
| Lakosság változása | Lakosság változása | Lakosság változása | Lakosság változása | Lakosság változása | Lakosság változása | Lakosság változása | Lakosság változása | Lakosság változása | Lakosság változása | Lakosság változása | Lakosság változása | Lakosság változása | Lakosság változása | Lakosság változása |
| ------------------ | ------------------ | ------------------ | ------------------ | ------------------ | ------------------ | ------------------ | ------------------ | ------------------ | ------------------ | ------------------ | ------------------ | ------------------ | ------------------ | ------------------ |
| 1857               | 1869               | 1880               | 1890               | 1900               | 1910               | 1921               | 1931               | 1948               | 1953               | 1961               | 1971               | 1981               | 1991               | 2001               |
| 1060               | 1061               | 1030               | 1172               | 1187               | 1182               | 1173               | 1055               | 943                | 908                | 836                | 706                | 609                | 599                | 722                |

## Nevezetességei
- Szent György és Szent Jakab tiszteletére szentelt plébániatemploma.[3] A templom elődje, amely még fából épült 1350-ben már állt. A mai templomot 1688-ban említik először. 1757-ben barokk stílusban építették át. Különösen értékes berendezése, mely a 18. század közepéről származik, márványból épített főoltára Szent Péter és Pál apostolok szobraival. A főoltár képe, mely a lovon ülő Szent Györgyöt, felette pedig Szent Jakabot az angyalokkal ábrázolja, valamint a szószék az 1760-as években készült.
- A Hétfájdalmú Szűzanya tiszteletére szentelt kápolnája[4] a bejárat feletti felirat szerint 1735-ben épült. A kápolnában látható Mária-szobor 1703-ban készült. Máriát piros ruhában, kék palásttal a gyermek Jézussal ábrázolja, mellette Szent Domonkos és Sziénai Szent Katalin. A kápolna névadó képe Máriát karjaiban a halott Jézussal hét tőrrel a szívében ábrázolja.
- Az oborovoi csata emlékműve, ahol minden év március 29-én megemlékezést tartanak.
- A falu egyedülálló tájszólásáról is nevezetes, melyet azonban már csak az öregek beszélnek. Ennek lényege, hogy az „O”-val kezdődő szavak elé egy „J” hangot is ejtenek, így például a falujuk nevét is Joborovoként mondják.

## Híres emberek
Itt született 1867. május 22-én Stjepan Đurašin botanikus, egyetemi tanár.

## Külső hivatkozások
Rugvica község hivatalos oldala